# تيجرد (أبركوه)
تيجرد (بالفارسية: تیجرد) هي قرية تقع في إيران في Tirjerd Rural District.